# 람탑군
람탑군은 끄라비주의 행정 구역이다. 이 지역의 총 인구 수는 2005년 기준으로 20069명이다. 인구 밀도는 62.6km2이다.

## 행정 구역
| 번호 | 지명            | 태국어 지명 | 빌리지 | 인구  |  |
| 1.   | Lam Thap        | ลำทับ        | 10     | 7,493 |  |
| 2.   | Din Udom        | ดินอุดม       | 6      | 5,107 |  |
| 3.   | Thung Sai Thong | ทุ่งไทรทอง    | 5      | 4,312 |  |
| 4.   | Din Daeng       | ดินแดง       | 6      | 3,157 |  |

|  | 이 글은 지리에 관한 토막글입니다. 여러분의 지식으로 알차게 문서를 완성해 갑시다. |